# Jakub Nakládal
Jakub Nakládal (* 30. prosince 1987, Hradec Králové) je bývalý český hokejový obránce. Naposledy byl hráčem a také kapitánem týmu HC Dynamo Pardubice.

## Hráčská kariéra
S hokejem Nakládal začínal v rodném Hradci Králové, avšak už v mládežnických kategoriích přestoupil do sousedních Pardubic, kde si odbyl debut v ELH a postupně se stal oporou zadních řad a s klubem získal mistrovský titul v sezoně 2009/10. V průběhu sezony 2011/12 odešel na zahraniční angažmá. V následujících letech působil především v KHL, hrál však také ve Finsku. V roce 2015 podepsal dvoucestnou smlouvu s Calgary Flames. Po začátku na farmě se v průběhu sezony probojoval do prvního mužstva a okusil tak NHL. Po sezoně získal jednocestnou smlouvu v týmu Carolina Hurricanes, avšak nastoupil jen do tří zápasů a klub o jeho služby ztratil zájem. S klubem se dohodl na rozvázání smlouvy, vrátil se do Evropy a čtyři sezony strávil v Lokomotivu Jaroslavl v KHL. V roce 2020 se rozhodl po devíti letech strávených převážně v zahraničí vrátit do ČR a navázat na své působení v Pardubicích, se nimiž se domluvil na tříleté smlouvě. V lednu 2022 však v klubu překvapivě skončil.
Na reprezentační úrovni se Nakládal zúčastnil tří světových šampionátů, olympiády v roce 2018 a Světového poháru 2016. Je držitelem bronzu z MS 2012.
6. června 2022 Nakládal v rozhovoru řekl, že dostal dost nabídek od extraligových klubů, ale nebyly zajímavé. Nakládal řekl, že hokej už není pro něj priorita a hokejová kariéra pro něj definitivně skončila.

## Ocenění a úspěchy
- 2010 ČHL – Nejlepší obránce
- 2010 ČHL – Nejlepší hráč v pobytu na ledě (+/−)
- 2019 KHL – Utkání hvězd

## Prvenství

### ČHL
- Debut – 17. září 2006 (HC Lasselsberger Plzeň proti HC Moeller Pardubice)
- První gól – 17. ledna 2008 (HC Slavia Praha proti HC Moeller Pardubice, brankáři Adam Svoboda)
- První asistence – 13. února 2008 (HC Moeller Pardubice proti HC Vítkovice Steel)

### KHL
- Debut – 2. listopadu 2011 (Salavat Julajev Ufa proti Avtomobilist Jekatěrinburg)
- První asistence – 6. listopadu 2011 (Salavat Julajev Ufa proti Barys Astana)
- První gól – 11. prosince 2011 (Ak Bars Kazaň proti Salavat Julajev Ufa, brankáři Petri Vehanen)

### NHL
- Debut – 9. února 2016 (Calgary Flames proti Toronto Maple Leafs)
- První asistence – 19. února 2016 (Calgary Flames proti Vancouver Canucks)
- První gól – 1. března 2016 (Boston Bruins proti Calgary Flames, brankáři Tuukka Rask)

## Klubové statistiky
| Sezóna        | Klub                 | Soutěž        |     | Základní část | Základní část | Základní část | Základní část | Základní část |   | Play off | Play off | Play off | Play off | Play off |
| Sezóna        | Klub                 | Soutěž        | Z   | G             | A             | B             | TM            | Z             | G | A        | B        | TM       |          |          |
| 2006–07       | HC Moeller Pardubice | ČHL           | 1   | 0             | 0             | 0             | 0             | —             | — | —        | —        | —        |          |          |
| 2006–07       | HC Berounští Medvědi | 1.ČHL         | 12  | 0             | 5             | 5             | 20            | —             | — | —        | —        | —        |          |          |
| 2007–08       | HC Moeller Pardubice | ČHL           | 14  | 1             | 2             | 3             | 20            | —             | — | —        | —        | —        |          |          |
| 2007–08       | HC Vrchlabí          | 1.ČHL         | 11  | 0             | 1             | 1             | 6             | —             | — | —        | —        | —        |          |          |
| 2008–09       | HC Moeller Pardubice | ČHL           | 44  | 2             | 7             | 9             | 38            | —             | — | —        | —        | —        |          |          |
| 2008–09       | HC Chrudim           | 1.ČHL         | 3   | 0             | 0             | 0             | 4             | 1             | 0 | 0        | 0        | 2        |          |          |
| 2009–10       | HC Moeller Pardubice | ČHL           | 45  | 6             | 9             | 15            | 58            | 13            | 1 | 3        | 4        | 26       |          |          |
| 2010–11       | HC Moeller Pardubice | ČHL           | 45  | 5             | 6             | 11            | 32            | 9             | 1 | 2        | 3        | 18       |          |          |
| 2011–12       | HC Moeller Pardubice | ČHL           | 12  | 2             | 3             | 5             | 4             | —             | — | —        | —        | —        |          |          |
| 2011–12       | Salavat Julajev Ufa  | KHL           | 32  | 1             | 7             | 8             | 30            | 6             | 1 | 0        | 1        | 20       |          |          |
| 2012–13       | HC Spartak Moskva    | KHL           | 37  | 0             | 4             | 4             | 26            | —             | — | —        | —        | —        |          |          |
| 2012–13       | HC Lev Praha         | KHL           | 14  | 1             | 4             | 5             | 8             | 4             | 0 | 0        | 0        | 2        |          |          |
| 2013–14       | HC Lev Praha         | KHL           | 34  | 0             | 3             | 3             | 26            | 21            | 0 | 3        | 3        | 14       |          |          |
| 2014–15       | TPS Turku            | SM-l          | 50  | 3             | 12            | 15            | 63            | —             | — | —        | —        | —        |          |          |
| 2015–16       | Stockton Heat        | AHL           | 35  | 2             | 12            | 14            | 30            | —             | — | —        | —        | —        |          |          |
| 2015–16       | Calgary Flames       | NHL           | 27  | 2             | 3             | 5             | 6             | —             | — | —        | —        | —        |          |          |
| 2016–17       | Carolina Hurricanes  | NHL           | 3   | 0             | 0             | 0             | 0             | —             | — | —        | —        | —        |          |          |
| 2016–17       | Lokomotiv Jaroslavl  | KHL           | 24  | 3             | 6             | 9             | 21            | 24            | 3 | 6        | 9        | 21       |          |          |
| 2017–18       | Lokomotiv Jaroslavl  | KHL           | 54  | 9             | 17            | 26            | 48            | 9             | 1 | 1        | 2        | 16       |          |          |
| 2018–19       | Lokomotiv Jaroslavl  | KHL           | 53  | 9             | 14            | 23            | 35            | 8             | 1 | 3        | 4        | 4        |          |          |
| 2019–20       | Lokomotiv Jaroslavl  | KHL           | 48  | 7             | 12            | 19            | 33            | 6             | 0 | 1        | 1        | 2        |          |          |
| 2020–21       | HC Dynamo Pardubice  | ČHL           | 51  | 4             | 19            | 23            | 52            | 8             | 1 | 1        | 2        | 6        |          |          |
| 2021–22       | HC Dynamo Pardubice  | ČHL           | 35  | 3             | 8             | 11            | 18            | —             | — | —        | —        | —        |          |          |
| Celkem v ČHL  | Celkem v ČHL         | Celkem v ČHL  | 247 | 23            | 54            | 77            | 222           | 30            | 3 | 6        | 9        | 50       |          |          |
| Celkem v KHL  | Celkem v KHL         | Celkem v KHL  | 303 | 33            | 68            | 101           | 244           | 69            | 9 | 13       | 22       | 79       |          |          |
| Celkem v SM-l | Celkem v SM-l        | Celkem v SM-l | 50  | 3             | 12            | 15            | 63            | —             | — | —        | —        | —        |          |          |
| Celkem v AHL  | Celkem v AHL         | Celkem v AHL  | 35  | 2             | 12            | 14            | 30            | —             | — | —        | —        | —        |          |          |
| Celkem v NHL  | Celkem v NHL         | Celkem v NHL  | 30  | 2             | 3             | 5             | 6             | —             | — | —        | —        | —        |          |          |

## Reprezentace
| Rok                       | Tým                       | Soutěž                    | Z                         | G  | A | B  | TM |    |
| ------------------------- | ------------------------- | ------------------------- | ------------------------- | -- | - | -- | -- | -- |
| 2012                      | Česko                     | MS                        | 10                        | 0  | 4 | 4  | 6  |    |
| 2013                      | Česko                     | MS                        | 8                         | 0  | 1 | 1  | 10 |    |
| 2015                      | Česko                     | MS                        | 10                        | 0  | 5 | 5  | 4  |    |
| 2016                      | Česko                     | SP                        | 3                         | 0  | 0 | 0  | 4  |    |
| 2018                      | Česko                     | OH                        | 6                         | 0  | 2 | 2  | 6  |    |
| Seniorská kariéra celkově | Seniorská kariéra celkově | Seniorská kariéra celkově | Seniorská kariéra celkově | 37 | 0 | 12 | 12 | 30 |